# حاج حسن كندي
حاج‌ حسن كندي هي قرية في مقاطعة بارس أباد، إيران. يقدر عدد سكانها بـ 172 نسمة بحسب إحصاء 2016.